# Brian Johnson (cầu thủ bóng đá, sinh năm 1930)
Brian Arthur Bentley Johnson (28 tháng 5 năm 1930 - tháng 11 năm 2013) là một cầu thủ bóng đá người Anh thi đấu ở vị trí tiền vệ cánh. He made lần ra sân ở English Football League cho Wrexham.